# Plavecká čepice

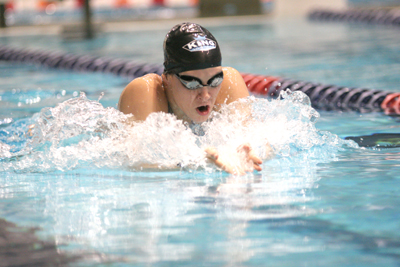
Plavkyně s nasazenou plaveckou čepicí

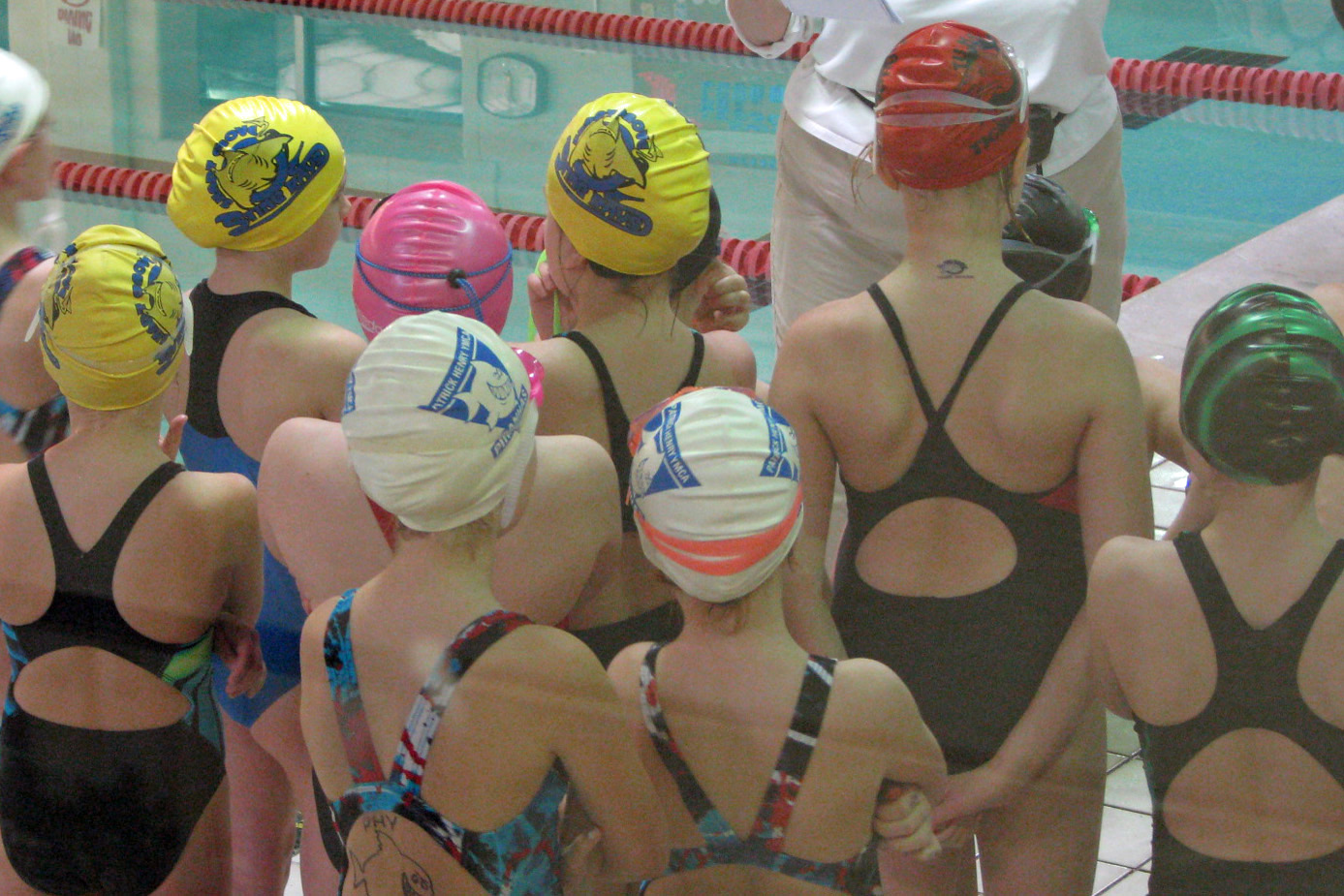
Dětské čepičky v pestrých barvách

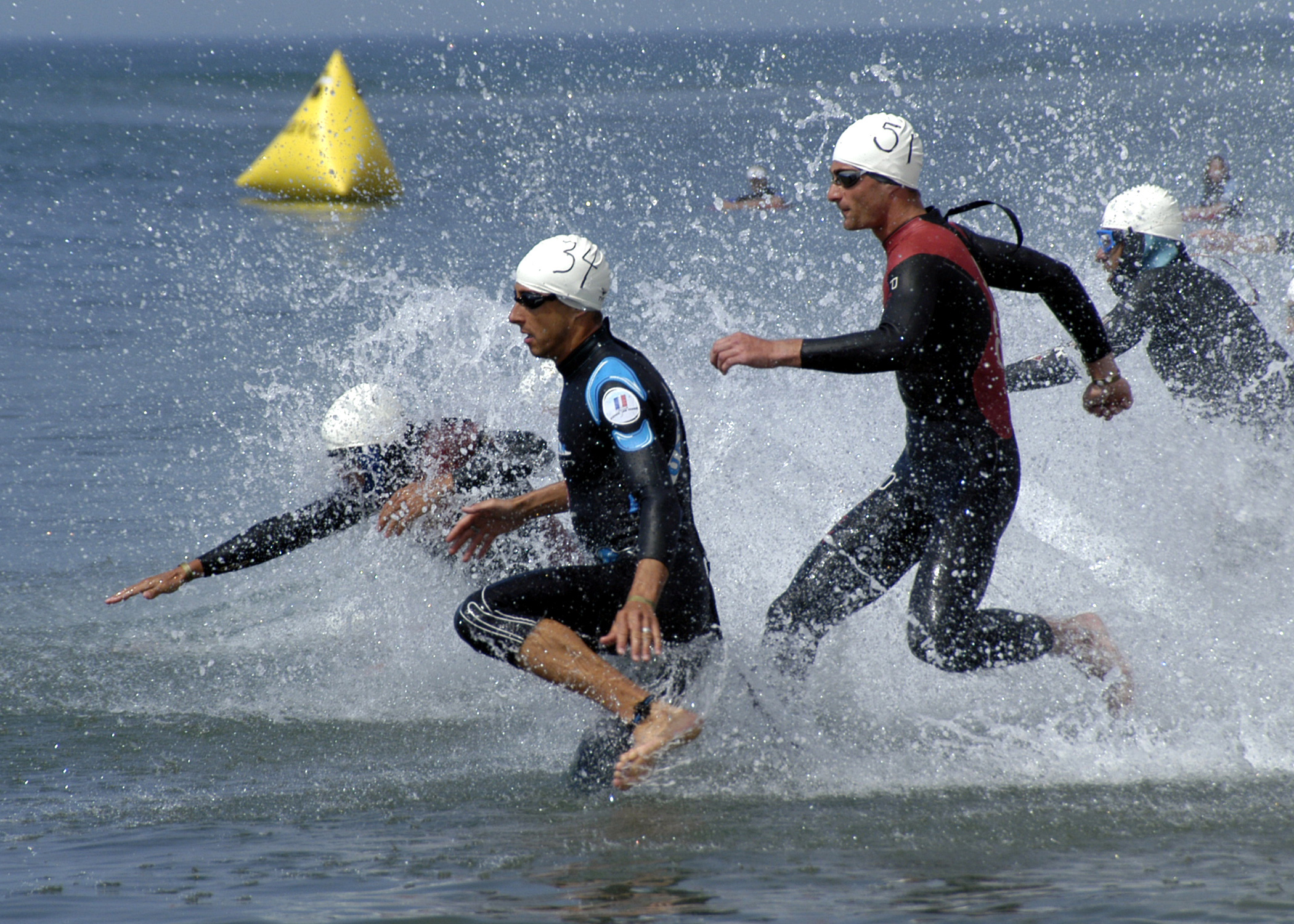
Triatlonisté s účastnickými čísly na čepicích

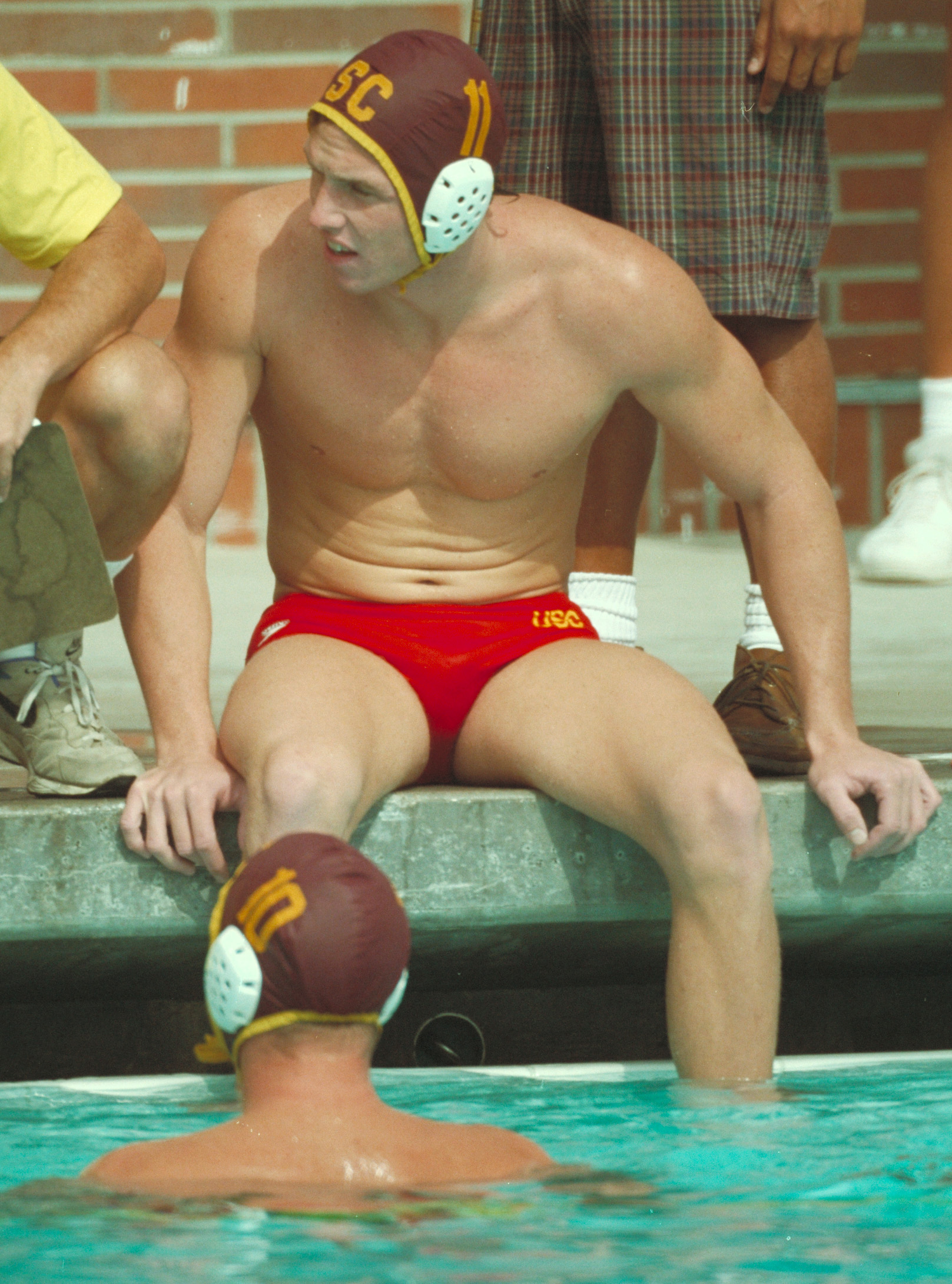
Hráč vodního póla

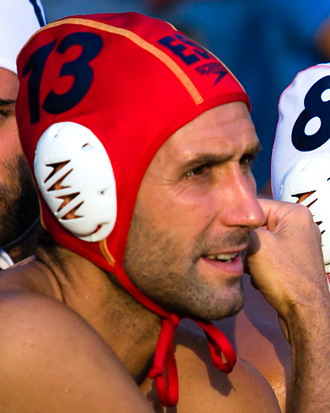
Brankář vodního póla

Plavecká čepice je pokrývka hlavy, která chrání vlasy a uši plavce před účinky chlorované vody v bazénech nebo slané vody v moři. U lidí s dlouhými vlasy drží vlasy pohromadě a brání zasahování vlasů do obličeje, hlavně do očí. Pomáhá udržet hlavu a uši v teple.

## Konstrukce čepic a využití
Plavecké čepice mohou být textilní z lycry nebo polyesteru. Ty pouze přidržují dlouhé vlasy, ale nechrání. Většina dnes používaných plaveckých čepic je z plastu. Buď z latexu, ty jsou elastičtější, ale méně trvanlivé, nebo ze silikonu. Silikonové jsou odolnější, ale tužší, hůře se přizpůsobují tvaru hlavy. Čepice jsou dostupné v nejrůznějších barvách, s potiskem nebo jednobarevné. Při rekreačním plavání nosí čepice častěji ženy než muži. V profesionálním sportu plní plavecké čepice ještě další funkci. Pomáhají snižovat odpor těla ve vodě. V profesionálním sportu nosí čepice bez výjimky muži i ženy. Přibližně do roku 1990 bylo v mnoha veřejných bazénech nošení plaveckých čepic povinné. Vlasy vypadané při plavání rychle zanášely tehdejší nedokonalá filtrační zařízení. Dnešní zdokonalená zařízení na čištění vody si s vypadanými vlasy snadno poradí. Povinné nošení čepic je dnes vyžadováno jen výjimečně.

## Plavecké čepice při kolektivních sportech
V závodním plavání běžně na čepici bývá natištěn znak a zkratka názvu sportovního klubu nebo země původu sportovce. Triatlonisté mají na čepici napsané účastnické číslo. Zvláštní typ čepic povinně používají hráči vodního póla případně podvodního ragby nebo podvodního hokeje. Čepice jsou určeny pro ochranu a identifikaci hráčů. Samotné čepice jsou látkové a úplně zakrývají všechny vlasy. Uši jsou chráněny plastovými mušlemi všitými do čepice. Čepice je udržována na hlavě šňůrkami zavázanými pod bradou. Protože čepice nechrání vlasy před účinky vody, nosí sportovci s dlouhými vlasy ještě latexovou plaveckou čepici pod touto látkovou. Ve vodním pólu slouží čepice také k rozlišení hráčů. Hráči domácího družstva mají čepice bílé, hosté tmavé, brankáři červené. Na každé čepici je natištěno nebo vyšito číslo hráče. Pro mezistátní utkání je na čepicích ještě zkratka názvu státu.